# Graneros (Tucumán)
La ciudad de Graneros se encuentra localizada en el sudeste de la provincia de Tucumán, Argentina. Es también la cabecera del departamento Graneros.

## Población
Cuenta con 2375 habitantes (Indec, 2010), lo que representa un incremento del 19% frente a los 1900 habitantes (Indec, 2001) del censo anterior.
| Gráfica de evolución demográfica de Graneros entre 1991 y 2010 |
|                                                                |
| Fuentes: INDEC                                                 |

## Granerenses destacados
- Axel Leonel Cordoba

## Fiestas populares
- Festival de Doma y Folckore.
- Festival de la cumbia, cuarteto y guaracha.
- Fiestas patronales de la Virgen el 8 de diciembre.
- Festividad de San Pantaleón.

## Parroquias de la Iglesia católica en Graneros
| Diócesis  | Santísima Concepción  |
| --------- | --------------------- |
| Parroquia | Inmaculada Concepción |